# Amblyotrypauchen arctocephalus
Amblyotrypauchen arctocephalus – gatunek morskiej ryby z rodziny babkowatych (Gobiidae). Jedyny przedstawiciel rodzaju Amblyotrypauchen.

## Występowanie
Ocean Indyjski, Ocean Spokojny